# Saison 1984-1985 de la LIH
Saison précédente Saison suivante
La Saison 1984-1985 est la quarantième saison de la ligue internationale de hockey.
Les Rivermen de Peoria remportent la Coupe Turner en battant les Lumberjacks de Muskegon en série éliminatoire.

## Saison régulière
Avant le début de la saison, deux équipes provenant de la Ligue centrale de hockey s'ajoute à la ligue, soit les Golden Eagles de Salt Lake et le Checkers d'Indianapolis. Les Prancers de Peoria sont renommés les Rivermen de Peoria et les Mohawks de Muskegon deviennent les Lumberjacks de Muskegon.
Ajout du Trophée du Commissaire qui sera remis annuellement au meilleur entraîneur-chef de la ligue.

### Classement de la saison régulière
Pour les significations des abréviations, voir Statistiques du hockey sur glace.
| Équipe                     | PJ | V  | D  | N  | PTS | Bp  | Bc  |
| -------------------------- | -- | -- | -- | -- | --- | --- | --- |
| Rivermen de Peoria         | 82 | 48 | 25 | 9  | 105 | 357 | 275 |
| Lumberjacks de Muskegon    | 82 | 50 | 29 | 3  | 103 | 374 | 291 |
| Generals de Flint          | 82 | 43 | 35 | 4  | 93  | 349 | 340 |
| Komets de Fort Wayne       | 82 | 37 | 34 | 11 | 90  | 339 | 327 |
| Wings de Kalamazoo         | 82 | 40 | 35 | 7  | 89  | 323 | 297 |
| Golden Eagles de Salt Lake | 82 | 35 | 39 | 8  | 82  | 332 | 323 |
| Goaldiggers de Toledo      | 82 | 32 | 45 | 5  | 72  | 292 | 362 |
| Checkers d'Indianapolis    | 82 | 31 | 47 | 4  | 69  | 264 | 318 |
| Admirals de Milwaukee      | 82 | 25 | 52 | 5  | 60  | 292 | 389 |

### Meilleurs pointeurs
Nota : PJ = Parties Jouées, B  = Buts, A = Aides, Pts = Points
| Joueur            | Équipe     | PJ | B  | A  | Pts |
| ----------------- | ---------- | -- | -- | -- | --- |
| Scott MacLeod     | Salt Lake  | 82 | 51 | 88 | 139 |
| Scott Gruhl       | Muskegon   | 82 | 62 | 64 | 126 |
| Wally Schreiber   | Fort Wayne | 81 | 51 | 58 | 109 |
| Jock Callander    | Muskegon   | 82 | 39 | 68 | 107 |
| Dave Gans         | Toledo     | 81 | 52 | 53 | 105 |
| Dave Michayluk    | Kalamazoo  | 82 | 66 | 33 | 99  |
| Paul Lawless      | Salt Lake  | 72 | 49 | 48 | 97  |
| Gilles Thibaudeau | Flint      | 71 | 52 | 45 | 97  |
| Doug Evans        | Peoria     | 81 | 36 | 61 | 97  |
| John Goodwin      | Peoria     | 82 | 31 | 64 | 95  |

## Trophées remis
- Collectifs :
  - Coupe Turner (champion des séries éliminatoires) : Rivermen de Peoria.
  - Trophée Fred-A.-Huber (champion de la saison régulière) : Rivermen de Peoria.
- Individuels :
  - Trophée du commissaire (meilleur entraîneur) : Pat Kelly, Rivermen de Peoria et Rick Ley, Lumberjacks de Muskegon.
  - Trophée Leo-P.-Lamoureux (meilleur pointeur) : Scott MacLeod, Golden Eagles de Salt Lake.
  - Trophée James-Gatschene (MVP) : Scott Gruhl, Lumberjacks de Muskegon.
  - Trophée Garry-F.-Longman (meilleur joueur recrue) : Gilles Thibaudeau, Generals de Flint.
  - Trophée Ken-McKenzie (meilleur recrue américaine) : Bill Schafhauser, Wings de Kaamazoo.
  - Trophée des gouverneurs (meilleur défenseur) : Lee Norwood, Rivermen de Peoria.
  - Trophée James-Norris (gardien avec la plus faible moyenne de buts alloués) : Rick Heinz, Rivermen de Peoria.